# Emanuele Di Gregorio
Emanuele Di Gregorio, född 13 december 1980,  är en Italiensk friidrottare som tävlar i kortdistanslöpning.

## Personliga rekord
- 100 meter – 10,17 från 2010